# Boarmia diffluaria
Boarmia diffluaria är en fjärilsart som beskrevs av Walker 1860. Boarmia diffluaria ingår i släktet Boarmia och familjen mätare. Inga underarter finns listade i Catalogue of Life.